# José Pedro Gatto de Souza
José Pedro Gatto de Souza (Montevideo, Uruguay, 1° de julio de 1921 - Montevideo, Uruguay, 14 de febrero de 2010), fue un magistrado uruguayo, miembro de la Suprema Corte de Justicia de su país entre 1976 y 1984 (denominada únicamente Corte de Justicia entre 1977 y 1981).

## Primeros años
Nació en Montevideo el 1° de julio de 1921, hijo de José Gatto Devita y de Manuela Petrona de Souza Alburquerque.
Cursó estudios en la Facultad de Derecho de la Universidad de la República, donde obtuvo el título de abogado en 1948.

## Juez de Paz
En junio de 1948 inició su carrera judicial al ser designado Juez de Paz de la 1° sección judicial de Rivera, con sede en la ciudad de Rivera.

## Juez Letrado en el interior
En agosto de 1950 ascendió al cargo de Juez Letrado de Rivera. En marzo de 1952 fue trasladado al Juzgado Letrado de Flores.
En junio de 1954 pasó a ser Juez Letrado de Colonia y finalmente, en diciembre de 1957, asumió la titularidad del Juzgado Letrado de Florida, que sería su último cargo en el interior del país.

## Juez Letrado en la capital
En marzo de 1962 fue ascendido a cumplir funciones como Juez Letrado en Montevideo, al ser nombrado Juez Letrado de Instrucción y Correccional de Quinto Turno.
En octubre de 1964 pasó a ocupar el cargo de Juez Letrado Nacional de Hacienda y Contencioso Administrativo de Tercer Turno, donde permaneció durante siete años.

## Tribunal de Apelaciones
En diciembre de 1971 recibió un nuevo ascenso al ser nombrado ministro del Tribunal de Apelaciones en lo Civil de Primer Turno, tribunal que integró por espacio de cinco años.

## Suprema Corte de Justicia
El 23 de diciembre de 1976 el Consejo de la Nación lo eligió por unanimidad como miembro de la Suprema Corte de Justicia, para cubrir la vacante generada por el fallecimiento de Agustín de Vega un mes antes. Fue la primera designación en la Corte efectuada por el Consejo de la Nación, luego de que el Decreto Constitucional-Acto Institucional N° 2, que creó dicho órgano en setiembre de 1976, le atribuyera dicha competencia, que anteriormente era cumplida por el Consejo de Estado.

## Corte de Justicia
Tras el inicio de la dictadura cívico-militar de 1973, se venía registrando un paulatino cercenamiento de la autonomía e independencia del Poder Judicial. 
Con la asunción de la Presidencia de la República por Aparicio Méndez, dicho proceso se aceleró. Inmediatamente se creó el Ministerio de Justicia, mediante el artículo 2° del Decreto Constitucional (o Acto Institucional) número 3 de 1° de setiembre de 1976.
Menos de un año después, el 1° de julio de 1977, se dictó el Decreto Constitucional-Acto Institucional número 8, por el que se modificaron las normas constitucionales referentes al Poder Judicial, dejando de tener carácter de tal y pasando a denominarse Administración de Justicia y a depender administrativamente del Poder Ejecutivo. 
La Suprema Corte de Justicia pasó a llamarse únicamente Corte de Justicia, a secas, y perdió la mayor parte de sus competencias como jerarca administrativo del sistema judicial, por ejemplo, las referidas a designaciones y traslados de jueces, en las que pasó a tener solo la potestad de iniciativa y cuya resolución final quedó en manos del Poder Ejecutivo.
Gatto de Souza ocupó la Presidencia de la Corte durante el año 1979.

## Restablecimiento de la Suprema Corte de Justicia
Tras ser sucedido Méndez en la Presidencia por Gregorio Alvarez, el 10 de noviembre de 1981 se dictó el Decreto Constitucional-Acto Institucional número 12, que derogó el número 8, restableció el carácter de Poder del Estado del Poder Judicial y el nombre de Suprema Corte de Justicia a su órgano máximo. Sin embargo, no le devolvió sus competencias tradicionales consagradas en la Constitución de 1967, sino que todo lo relativo a la administración del Poder Judicial, designación y traslado de jueces fue confiado a un nuevo órgano denominado Consejo Superior de la Judicatura, presidido por el ministro de Justicia y con integración mixta de miembros magistrados y no magistrados.
En esta nueva etapa, Gatto de Souza volvió a presidir la -ahora nuevamente- Suprema Corte de Justicia por el año 1983.
El Poder Judicial solo recobraría la plenitud de su independencia y sus funciones constitucionales con el restablecimiento de la democracia en 1985.

## Retiro
Poco antes de verificarse la misma, Gatto de Souza renunció a su cargo en la Suprema Corte de Justicia, el 3 de diciembre de 1984. También lo hicieron poco después Ramiro López Rivas y Sara Fons de Genta. 
La Asamblea General democráticamente electa que asumió funciones el 15 de febrero de 1985 resolvió declarar vacantes la totalidad de los cargos de la Suprema Corte de Justicia, por entender que los dos restantes integrantes que permanecían en ella (Juan José Silva Delgado y Rafael Addiego Bruno) carecían de investidura legítima por haber sido designados durante el período dictatorial, y entendió que el plazo de 90 días con que contaba para llenar dichas vacantes corría a partir de la instalación del Parlamento. Al borde de finalizar dicho plazo, el 15 de mayo de 1985, la Asamblea General eligió a los nuevos integrantes de la Corte, Jacinta Balbela de Delgue, Nelson Nicoliello, Armando Tommasino, Nelson García Otero y Addiego Bruno, siendo este el único reelecto y que continuó en su cargo de los actuantes en el período anterior.

## Fallecimiento
José Pedro Gatto de Souza falleció en Montevideo el 14 de febrero de 2010, a los 88 años de edad.